# Kambarata-2
La central hidroelèctrica Kambarata-2 (també coneguda com a Kambar-Ati-2, Kambarata HPP-2 o Kambaratinsk 2) és una central hidroelèctrica situada en el riu Naryn a Kambar, al Kirguizstan. Té 3 turbines Francis amb una potència d'uns 120 MW cada una, que poden subministrar fins a 360 MW de potència.

## Història
El gener de 2008, Électricité de France i PricewaterhouseCoopers dels Estats Units van ser declarades adjudicatàries de les licitacions després d'una oferta de 3 milions de dòlars dels EUA per a un estudi d'inversió de la finalització de dos projectes hidroelèctrics en el riu Naryn; Kambarata 1 de 1.900 mw i el Kambarata 2 de 240-360 mw.
A finals de setembre, el proveïdor d'equip rus Power Machines ha rebut un contracte per a subministrar dues turbines al projecte hidroelèctric Kambarata 2 de 360 MW en el riu Naryn del Kirguizstan, que les subministrarà entre novembre i l'any que ve. De fet, el contracte reprèn el subministrament a Kambarata 2, que es va fer en la dècada del 1980 i a principis de la següent dècada, que va ser interromput per la caiguda de la Unió Soviètica.
El 3 de febrer de 2009, el president rus Dmitri Medvédev va anunciar un paquet d'ajuda per ajudar al Kirguizstan a estabilitzar les seves finances i desenvolupar la seva indústria, incloent el sector hidroelèctric. Tres dies després, els diputats del Consell Suprem va ratificar per unanimitat el paquet d'ajuda russa de 2.000 milions de dòlars que inclou un préstec amb descompte de 1.700 milions de dòlars per a ajudar al Kirguizstan a construir el projecte hidroelèctric Karambata 1 de 1.900 MW.
Poc després, el president kirguís Kurmanbek Bakiev va anunciar els plans de tancar la base aèria dels Estats Units en Manas, un lloc estratègicament important en el subministrament a les forces estatunidenques a l'Afganistan sense litoral. L'anunci va deixar als Estats Units lluitant per trobar rutes de subministrament alternatives a través d'altres parts de l'Àsia central. Rússia, que també té la seva pròpia base militar al Kirguizstan, ha negat rotundament qualsevol vincle entre el seu paquet d'ajuda i la decisió de tancar Manas.
L'1 de setembre de 2010, la presidenta kirguís Roza Otunbàieva va participar en una cerimònia per a posar en marxa la primera instal·lació del projecte hidroelèctric Kambarata-2, que tindria una capacitat entre 50-70 MWh.
El primer generador va estar en funcionament el 27 de novembre de 2010. La presa de la central té 60 m d'altura i crea un embassament de 70.000.000 m³ dels quals 8.000.000 m³ són útils per a la generació d'energia.